# Дирфелд
Дирфелд (њем. Dierfeld) општина је у њемачкој савезној држави Рајна-Палатинат. Једно је од 107 општинских средишта округа Бернкастел-Витлих. Према процјени из 2010. у општини је живјело 8 становника. Посједује регионалну шифру (AGS) 7231021.

## Географски и демографски подаци
Дирфелд се налази у савезној држави Рајна-Палатинат у округу Бернкастел-Витлих. Општина се налази на надморској висини од 420 метара. Површина општине износи 1,5 km². У самом мјесту је, према процјени из 2010. године, живјело 8 становника. Просјечна густина становништва износи 5 становника/km².